# سیارک ۸۶۴
سیارک ۸۶۴ (به انگلیسی: 864 Aase، نامگذاری:A921SB) هشتصد و شصت و چهارمین سیارک کشف شده‌است که در ۳۰ سپتامبر ۱۹۲۱ و در هایدلبرگ کشف شد.
قدر مطلق سیارک برابر ۱۲٫۸۷ است.